# Городской стадион (Зворник)
Городской стадион в городе Зворник — стадион в городе Зворник, Босния и Герцеговина. В настоящее время стадион используется для проведения футбольных матчей и является домашним стадионом ФК «Дрина». Стадион рассчитан на 3020 мест.

## История
Первый футбольный стадион в городе был построен на месте жилых домов. Во время Второй мировой войны, стадион был перенесен на нынешнее место где и находится на данный момент. Стадион был открыт и построен в 1945 году. До 2009 года стадион не имел сидячих мест. К моменту реконструкции стадион имел 1500 сидячих мест. После выхода футбольного клуба «Дрина» в Премьер-лигу Боснии и Герцеговины, стадион был реконструирован. Была построена восточная трибуна, после чего численность стадиона стала 3020 сидячих мест.